# Ernst Kuzorra
Ernst Kuzorra (Gelsenkirchen, 16 oktober 1905 – aldaar, 1 januari 1990) was een Duits voetballer en later voetbalcoach. Hij speelde van de jaren '20 tot en met de jaren 40 voetballer bij FC Schalke 04. Hij werd zes keer kampioen met Schalke, en was "lid" bij de Schalker Kreisel. Hij speelde ook in het Duitse elftal; hier speelde hij maar twaalf keer voor, omdat hij een slechte band met bondscoach Otto Nerz had. Ook was hij trainer bij Borussia Dortmund.

## Biografie
Kuzorra's vader was afkomstig uit Mazurië. Hij begon te voetballen bij Schalke 04. Destijds was Schalke nog geen topclub en speelde niet eens in de hoogste klasse van de regionale competitie. In 1926 kon de club promotie afdwingen en als promovendus ook de titel veroveren. Via de eindronde kon de club dat jaar zelfs al aan de nationale eindronde deelnemen, waar de club verloor van SV 1860 München. Ook in 1928 plaatste de club zich voor de eindronde en verloor nu van HSV in de eerste ronde. In 1929 kon Schalke voor het eerst winnen, van SC Wacker Leipzig, maar werd dan verslagen door Hertha BSC. In 1930 verloren ze opnieuw in de tweede rond, nu van 1. FC Nürnberg. Na een jaar onderbreking plaatste de club zich in 1932 opnieuw voor de eindronde en bereikte voor het eerst de halve finale, waar ze van Eintracht Frankfurt verloren. Een jaar later stond hij met Schalke voor het eerst in de finale, maar verloor deze met 3-0 van Fortuna Düsseldorf.
Na dit seizoen werd de competitie geherstructureerd. De Gauliga Westfalen werd ingevoerd als nieuwe hoogste klasse en Schalke zou deze elk jaar winnen. De club bereikte opnieuw de finale om de landstitel, tegen Nürnberg. De Zuid-Duitsers kwamen voor maar Fritz Szepan, die getrouwd was met Ernst zuster, maakte de gelijkmaker en kort voor affluiten maakte zijn Kuzorra de winnende treffer waardoor Schalke voor het eerst kampioen werd. Het volgende jaar verlengde Schalke de titel en hoewel er tien doelpunten vielen kon Kuzorra er dit jaar geen maken.
Na een derde plaats in 1936 speelde de club in 1937 opnieuw de finale tegen Nürnberg, die ze met 2-0 wonnen. In 1938 verloor Schalke de titel tegen Hannover 96. De eerste wedstrijd bleef na verlengingen onbeslist waardoor er een replay kwam. In deze wedstrijd kwam Hannover voor, maar dankzij twee goals van Kuzorra werd het 1-2 echter werd het uiteindelijk 4-3 voor Hannover. In 1939 werd de club autoritair kampioen. SK Admira Wien kreeg negen goals om de oren, waarvan vijf van Ernst Kalwitzki, Kuzorra scoorde de 8-0. Na nog een titel in 1940 verloren ze in 1941 van SK Rapid Wien. In 1942 speelden ze de finale tegen First Vienna FC 1894, die ze ook wonnen waardoor ze een zesde titel binnen haalden op acht finales.
Kuzorra stopte in 1950 met zijn actieve carrière als voetballer op een leeftijd van 45 jaar. Hij nam officieel afscheid op 12 november 1950 samen met schoonbroer Szepan in een galawedstrijd tegen Atlético Mineiro.
In 1985 werd hij ereburger van de stad Gelsenkirchen.
- Gemeinsame Normdatei: 118568361
- International Standard Name Identifier: 0000 0000 1338 3144
- Virtual International Authority File: 15561585
- WorldCat: E39PBJhd6HwMPGmCPtC3QQBHG3